# 黒い太陽七三一 戦慄!石井七三一細菌部隊の全貌
『黒い太陽七三一 戦慄!石井七三一細菌部隊の全貌』（くろいたいようななさんいち せんりついしいななさんいちさいきんぶたいのぜんぼう、原題：黑太陽731、英題：Men Behind The Sun、またはThe Devil 731）は、1988年に公開された香港映画。
日本では、1991年の第2回フリクショナル・ムービー・フェスティバルで『黒い太陽七三一 戦慄!石井細菌部隊』の邦題で上映され、1993年ににっかつビデオ株式会社よりビデオが発売された。1995年に『黒い太陽七三一 戦慄!石井七三一細菌部隊の全貌』の邦題で劇場初公開され、マクザムよりビデオが再発売された。

## 概要
関東軍石井731部隊の日中戦争・太平洋戦争時の人体実験の描写が主なテーマ。牟敦芾監督はこの映画の企画にあたり、1983年に一度中国文化部にハルビンでの撮影許可を申請し却下されたが、その後、共産党中央政治委員の1人が企画の全面支持を表明したためようやく撮影が可能となった。日本人役もすべて中国人俳優が演じているが、日本語の台詞は日本人の声優によって吹き替えられている。
グロテスクなエピソードが多いが、それらの多くは森村誠一のルポ『悪魔の飽食』に紹介されているものでもあり、牟敦芾監督は歴史的事実に基づいて映画を作ろうとしたと述べている 。一方、本物の死体をつかったり、動物虐待の描写が多く見られるなど、スプラッター映画やエクスプロイテーション映画（見世物映画）としての扇情的な側面が教育的価値を完全に損なっているという批判もある。
香港では1989年1月に上映されたが、香港の中国人たちはハルビンで日本軍がこのような人体実験を行ったことに関しては全く知識がなく、一様に衝撃を受けたという。

## キャスト
- 呉代堯
- 田介夫
- 王潤身

## スタッフ
- 監督：牟敦芾（ムウ・トンフェイ）
- 製作：傅奇（フー・チー）
- 脚本：牟文遠、滕敦靖、劉梅芾
- 撮影：張會軍
- 音楽：王立平（ワン・リーピン）
- 美術：芾喜武、張毅（チャン・イー）

## シリーズ
- 黒い太陽七三一II 悪魔の生態実験室（原題：黑太陽731續集之殺人工廠、ゴッドフリー・ホー監督、1992年、香港）「黒い太陽 恐怖の細菌部隊731 殺人工場」のタイトルでDVD化
- 黒い太陽七三一III 石井細菌部隊の最期（原題：黑太陽731完結篇・死亡列車、ゴッドフリー・ホー監督、1993年、香港）「黒い太陽 恐怖の細菌部隊731 II 死亡列車」のタイトルでDVD化